# アーロン・ブレアー
アーロン・ダニエル・ブレアー（Aaron Daniel Blair, 1992年5月26日 - ）は、アメリカ合衆国ネバダ州ラスベガス出身のプロ野球選手（投手）。右投右打。現在は、フリーエージェント（FA）。

## 経歴

### プロ入り前
2010年のMLBドラフト21巡目（全体633位）でヒューストン・アストロズから指名されたが、契約せずにマーシャル大学へ進学した。

### プロ入りとダイヤモンドバックス傘下時代
2013年のMLBドラフト1巡目追補（全体36位）でアリゾナ・ダイヤモンドバックスから指名され、プロ入り。この年は傘下のA-級ヒルズボロ・ホップスでプロデビューし、A級サウスベンド・シルバーホークスと2球団合計で11試合に先発登板して1勝3敗・防御率3.14・41奪三振の成績を残した。
2014年はA級サウスベンド、A+級バイセイリア・ローハイド、AA級モービル・ベイベアーズでプレーし、3球団合計で27試合に先発登板して9勝5敗・防御率3.56・171奪三振の成績を残した。
2015年はAA級モービル、AAA級リノ・エーシズでプレーし、7月にはカナダのエイジャックスで行われた第17回パンアメリカン競技大会の野球アメリカ合衆国代表に選出されている。この年は2球団合計で26試合に登板して13勝5敗・防御率2.92・120奪三振の成績を残した。

### ブレーブス時代
2015年12月9日にシェルビー・ミラー、ゲーブ・スパイアーとのトレードで、ダンズビー・スワンソン、エンダー・インシアーテと共にアトランタ・ブレーブスへ移籍した。
2016年の開幕は傘下のAAA級グウィネット・ブレーブスで迎え、4月24日にメジャー契約を結んでアクティブ・ロースター入りした。同日のニューヨーク・メッツ戦で先発してメジャーデビュー。この年は15試合に先発登板したが、ほぼ1試合に1本のペースとなる14被弾し、防御率7.59・2勝7敗・WHIP1.66と打ち込まれた。なお、マイナーでは13試合に先発登板し、防御率4.65・5勝4敗という成績だったが、奪三振率は8.9と高かった。
2017年はAAA級グウィネットで6勝5敗の成績を残し、7月26日のアリゾナ・ダイヤモンドバックス戦でシーズン初登板初先発を果たしたが、3回を5失点で降板した。翌日にはマイナーに降格し、この年のメジャーでの登板はこの1試合のみであった
。
2018年5月31日に自由契約となった。

### ブレーブス退団後
2020年2月12日にアリゾナ・ダイヤモンドバックスとマイナー契約を結んだが、新型コロナウイルスの感染拡大によりマイナーリーグが実施されなかったため、公式戦に出場することなく5月22日にリリースされた。その後は一時的に結成された独立リーグ・コンステレーション・エナジー・リーグのイースタン・レイエス・デル・ティグレでプレーした。
2021年5月28日に独立リーグ・アトランティックリーグのウェストバージニア・パワーと契約した。7月20日にサンフランシスコ・ジャイアンツとマイナー契約を結んだ。オフの11月7日にFAとなった。
2022年4月12日にアトランティックリーグのケンタッキー・ワイルドヘルス・ゲノムズと契約した。7試合に先発登板して0勝4敗、防御率12.10と全く結果を残せず、6月23日に自由契約となった。

## 詳細情報

### 年度別投手成績
| 年 度    | 球 団    | 登 板 | 先 発 | 完 投 | 完 封 | 無 四 球 | 勝 利 | 敗 戦 | セ 丨 ブ | ホ 丨 ル ド | 勝 率 | 打 者 | 投 球 回 | 被 安 打 | 被 本 塁 打 | 与 四 球 | 敬 遠 | 与 死 球 | 奪 三 振 | 暴 投 | ボ 丨 ク | 失 点 | 自 責 点 | 防 御 率 | W H I P |
| -------- | -------- | ----- | ----- | ----- | ----- | -------- | ----- | ----- | -------- | ----------- | ----- | ----- | -------- | -------- | ----------- | -------- | ----- | -------- | -------- | ----- | -------- | ----- | -------- | -------- | ------- |
| 2016     | ATL      | 15    | 15    | 0     | 0     | 0        | 2     | 7     | 0        | 0           | .222  | 324   | 70.0     | 82       | 14          | 34       | 4     | 6        | 46       | 0     | 0        | 61    | 59       | 7.59     | 1.66    |
| 2017     | ATL      | 1     | 1     | 0     | 0     | 0        | 0     | 1     | 0        | 0           | .000  | 19    | 3.0      | 5        | 1           | 5        | 0     | 0        | 3        | 1     | 0        | 5     | 5        | 15.00    | 3.33    |
| MLB：2年 | MLB：2年 | 16    | 16    | 0     | 0     | 0        | 2     | 8     | 0        | 0           | .200  | 343   | 73.0     | 87       | 15          | 39       | 4     | 6        | 49       | 1     | 0        | 66    | 64       | 7.89     | 1.73    |

- 2020年度シーズン終了時

### 背番号
- 36（2016年 - 2017年）

### 代表歴
- 2015年パンアメリカン競技大会男子野球アメリカ合衆国代表